# 813

## Eventos
- Almamune (c. setembro) ascende a califa abássida de Bagdade após derrotar o seu irmão Alamim.

## Nascimentos
- Teófilo, imperador bizantino (m. 842)